# Ахтырский завод сельскохозяйственного машиностроения
Ахтырский завод сельскохозяйственного машиностроения (укр. Охтирський завод сільськогосподарського машинобудування) — промышленное предприятие в городе Ахтырка Сумской области, прекратившее производственную деятельность.

## История
Предприятие было создано в ходе индустриализации СССР и введено в эксплуатацию 30 ноября 1932 года под наименованием Ахтырский труболитейный завод народного комиссариата тяжёлой промышленности СССР.
В ходе боевых действий Великой Отечественной войны и в период немецкой оккупации города предприятие пострадало, но в дальнейшем было восстановлено и вновь введено в строй.
В 1961 году завод был переориентирован на выпуск сельскохозяйственных машин, передан в ведение министерства тракторного и сельскохозяйственного машиностроения СССР и получил новое наименование - Ахтырский завод сельскохозяйственного машиностроения.
После создания осенью 1973 года министерства машиностроения для животноводства и кормопроизводства СССР 4 декабря 1973 года завод был передан в ведение министерства.
В советское время завод являлся одним из ведущих предприятий города.
В мае 1995 года Кабинет министров Украины включил завод в перечень предприятий, подлежащих приватизации в течение 1995 года и в 1996 году государственное предприятие было преобразовано в открытое акционерное общество.
Начавшийся в 2008 году экономический кризис осложнил положение предприятия, к началу 2011 года в отношении завода была начата процедура банкротства.
В январе 2012 года хозяйственный суд Сумской области остановил санацию и принял решение о ликвидации предприятия. 20 апреля 2012 года работники завода были уволены, после чего предприятие остановилось.